# ×Festulolium brinkmannii
Festulolium brinkmannii là một loài thực vật có hoa trong họ Hòa thảo. Loài này được (A.Braun) Asch. & Graebn. mô tả khoa học đầu tiên năm 1902.